# بيليمينا
بيليمينا مدينة تقع في مقاطعة أنترم في إيرلندا الشمالية، وبلغ عدد سكانها 28,717 نسمة عام 2001، وتبلغ مساحتها 632 كم2.

## توأمة
لبيليمينا اتفاقيات توأمة مع كل من:
- Castlebar [الإنجليزية]‏
- جبل طارق

## أعلام
- جيمس نسبيت
- ليام نيسون
- جوناثان ريا
- جيمس ماك هنري
- ستيفن ديفيس